# Attica Springboks RFC
Dernière mise à jour : 19 décembre 2012.
Attica Springboks Rugby union Football Club, ou plus simplement Attica Springboks RFC (en grec : Σπρίγκμποκς Αττικής, « Springboks de l’Attique »), est un club de rugby à XV grec créé en 2000 et qui évolue dans le  Championnat de Grèce de rugby à XV depuis sa création en 2005, soit le plus haut niveau national grec de rugby à XV. Il est basé en Attique.

## Histoire
Le club est créé en octobre 2000 quand les joueurs du premier club grec, le Athens Spartans Rugby Football, ont favorisé le développement de ce sport et la création d'une compétition en aidant à la création d'autres clubs. 

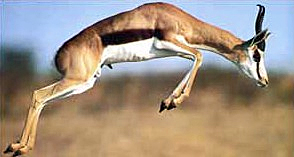
Un springbok

L'origine du nom est une référence au springbok, emblème et surnom de l'équipe d'Afrique du Sud de rugby à XV, une gazelle d'Afrique méridionale dont le nom afrikaner signifie « bouc sauteur » de par son aptitude à exécuter de grands bonds lorsqu'il est poursuivi par un prédateur tel que le guépard, le lion ou le léopard. Il constitue la seule espèce du genre Antidorcas. Nombre de joueurs fondateurs sont originaires de l'Afrique du Sud. Enfin, le club est basé en Attique.
Le club a terminé second de la phase de championnat 2007-2008. En demi-finale, le 21 mars 2009, les Attica Springboks ont rencontré et battu les Lions de Thessalonique 27-0, se qualifiant pour la finale disputée le 29 mars. Lors de la finale disputée le 29 mars, Athens RFC s'impose 22-18 contre les Attica Springboks à Glyka Nera dans une rencontre disputée et où sept essais ont été inscrits.

## Palmarès
- Championnat de Grèce
  - Champion : 2012
  - Vice-Champion : 2008-2009, 2009-2010, 2010-2011, 2012-13

## Effectif 2008-2009
- Thanassis Vamvakas, 32 ans, Greek-Welsh
- David Collet, 34 ans, Greek-French
- Nathanael Courcelle (pilier) 33 ans, Français
- Peyo Cordova 34 ans, Français
- Alexandre Gounari, (demi d'ouverture), 24 ans,  Français
- Jean-Michel Hieronimus,  Français
- Mike Henderson, 32 English
- Costas Houdalas, 27 Greek
- Spiros Zambakolas, 27 Greek
- Dimitris Zambakolas, 30 Greek
- Nikos Zonidis, 27 Greek
- Gregory Ioannidis, 34 Greek-Paraguayan
- Nikos Makridis, 29 Greek
- Antonis Kapellas, 24 Greek
- Spiros Kouvoussis, 21 Greek
- Loucas Botsis, 23 Greek
- Russel Mayhew, 33 American
- Sakis Molla, 31 French-Greek
- Costas Papadopoulos, 23 Greek
- George Perrakis, 28 Greek
- Jonathan Papadopoulos, 25 Greek
- Vassilis Poulopoulos, 32 Greek
- Cyril Rouzies, 27 French
- Giannis Savvopoulos, 24 Greek
- Alexandre Sakellariou, 20 Greek
- Fotis Sakellariou, 25 Greek
- Nontas Serafeim, 23 Greek
- Alexis Sparacello,  24 French
- Sotiris Stergioulis, 23 Greek
- James Ward, 32 English
- Jineuk Yi (centre) 28 ans Coréen